# Leptopelis fenestratus
Espèce
Statut de conservation UICN

 DD  : Données insuffisantes
Leptopelis fenestratus est une espèce d'amphibiens de la famille des Arthroleptidae.

## Répartition
Cette espèce est endémique du Nord-Kivu au Congo-Kinshasa. Elle se rencontre à 1 000 m d'altitude dans les montagnes des Virunga.

## Publication originale
- Laurent, 1972 : Amphibiens. Exploration du Parc National des Virunga, Bruxelles, ser. 2, vol. 22, p. 1-125.